# Přední Labská
Přední Labská je vesnice, část města Špindlerův Mlýn v okrese Trutnov (původní název Volský Důl, něm. Ochsengraben). Nachází se asi 5 km na jihozápad od Špindlerova Mlýna. Prochází zde silnice II/295. V roce 2009 zde bylo evidováno 82 adres. V roce 2001 zde trvale žilo 20 obyvatel.
Přední Labská je také název katastrálního území o rozloze 14,6 km2. V jejím katastru se nachází základní sídelní jednotka Klínové Boudy. V obci se nachází památný strom Jasan ve Volském Dole (jasan ztepilý). Mezi pamětihodnosti zde patří dřevěná zvonice. Poblíž vesnice se také nachází několik vrcholů, Struhadlo (1002 m), Herlýkovický Žalý (958 m), Přední planina (1198 m), Stoh (1320 m) nebo Zadní Planina 1423 m).